# 차강
차강(1994년 1월 6일 ~ ) 은 대한민국의 축구 선수이다. 포지션은 골키퍼이다. 현재 강릉시민축구단 소속으로 뛰고 있다.